# Polenaktion

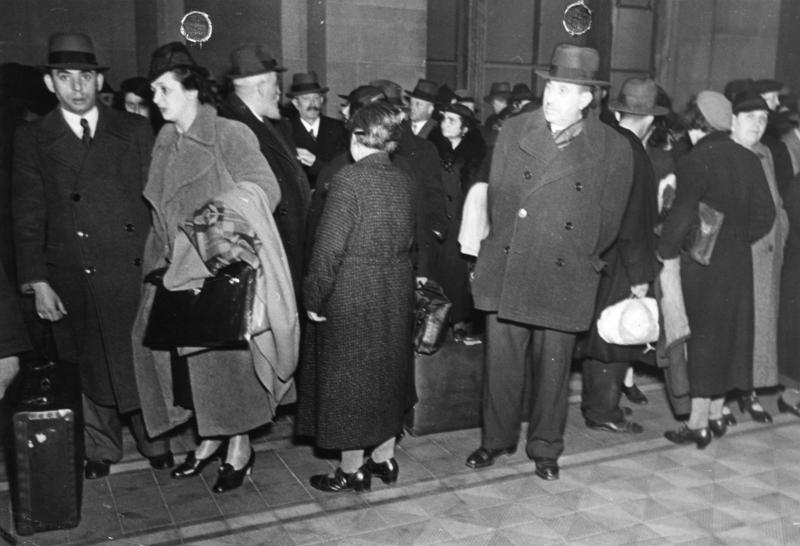
Ebrei polacchi espulsi da Norimberga.

Polenaktion fu il nome attribuito ad un provvedimento messo in atto nell'ottobre 1938 per cui circa 17.000 ebrei polacchi furono arrestati ed espulsi dalla Germania.
Queste deportazioni furono ordinate da Reinhard Heydrich, ufficiale delle SS e capo della Gestapo. Inizialmente i deportati vennero respinti anche dalla Polonia e quindi dovettero vivere in accampamenti di fortuna lungo il confine tra Germania e Polonia.

## Contesto storico
Tra il 1935 e il 1938, con l'adozione delle leggi di Norimberga, gli ebrei tedeschi furono privati della maggior parte dei loro diritti civili e subirono un'intensa persecuzione da parte dei nazisti. Pertanto molti preferirono il destino da profughi e cercarono di emigrare dal Reich più in fretta possibile. Ma la maggior parte dei paesi, risentendo ancora degli effetti della grande depressione, promulgarono leggi restrittive sull'immigrazione per evitare di affrontare il problema dei rifugiati. Secondo un censimento del 1933, oltre il 57% degli ebrei non tedeschi presenti in Germania erano polacchi. Il governo polacco, temendo il grande afflusso di profughi ebrei, ricorse a misure drastiche per isolare i suoi cittadini ebrei all'estero.
Il 6 ottobre 1938 un'ordinanza del Ministero degli affari interni polacco impose ai cittadini polacchi residenti fuori dalla Polonia di ottenere un timbro di convalida sui passaporti prima del 30 ottobre, data della revoca dei diritti di cittadinanza. Quando migliaia di ebrei si presentarono presso gli uffici consolari polacchi, con vari pretesti il timbro fu loro negato. Promulgando questo decreto e negando il timbro ai profughi, il governo di Varsavia chiarì di non avere alcun interesse ad accogliere gli ebrei provenienti dal Reich, compresi i propri cittadini.
Il decreto non piacque al governo tedesco (nel 1938 la politica nazista nei confronti degli ebrei fu fortemente incentrata sull'emigrazione dal Reich piuttosto che sullo sterminio di massa, che sarebbe iniziato nel 1942). I funzionari nazisti lo considerarono ostacolo ai loro tentativi di forzare l'emigrazione ebraica. In una lettera a Hans Lammers, capo della Cancelleria del Reich, l'SS-Obergruppenfuhrer Werner Best scrisse:
Temendo che migliaia di ebrei polacchi non potessero emigrare legalmente dal Reich, il governo tedesco ritenne di dover agire. Come capo della Gestapo, Heydrich ordinò di espellerli dal Reich.

## Deportazioni
Dal 27 ottobre al 29 ottobre, il giorno prima dell'entrata in vigore del decreto polacco sull'idoneità dei passaporti, le autorità tedesche arrestarono circa 17.000 ebrei polacchi e annullarono i loro permessi di soggiorno. La Gestapo li poté localizzare facilmente attraverso i dati di registrazione e i file del censimento.

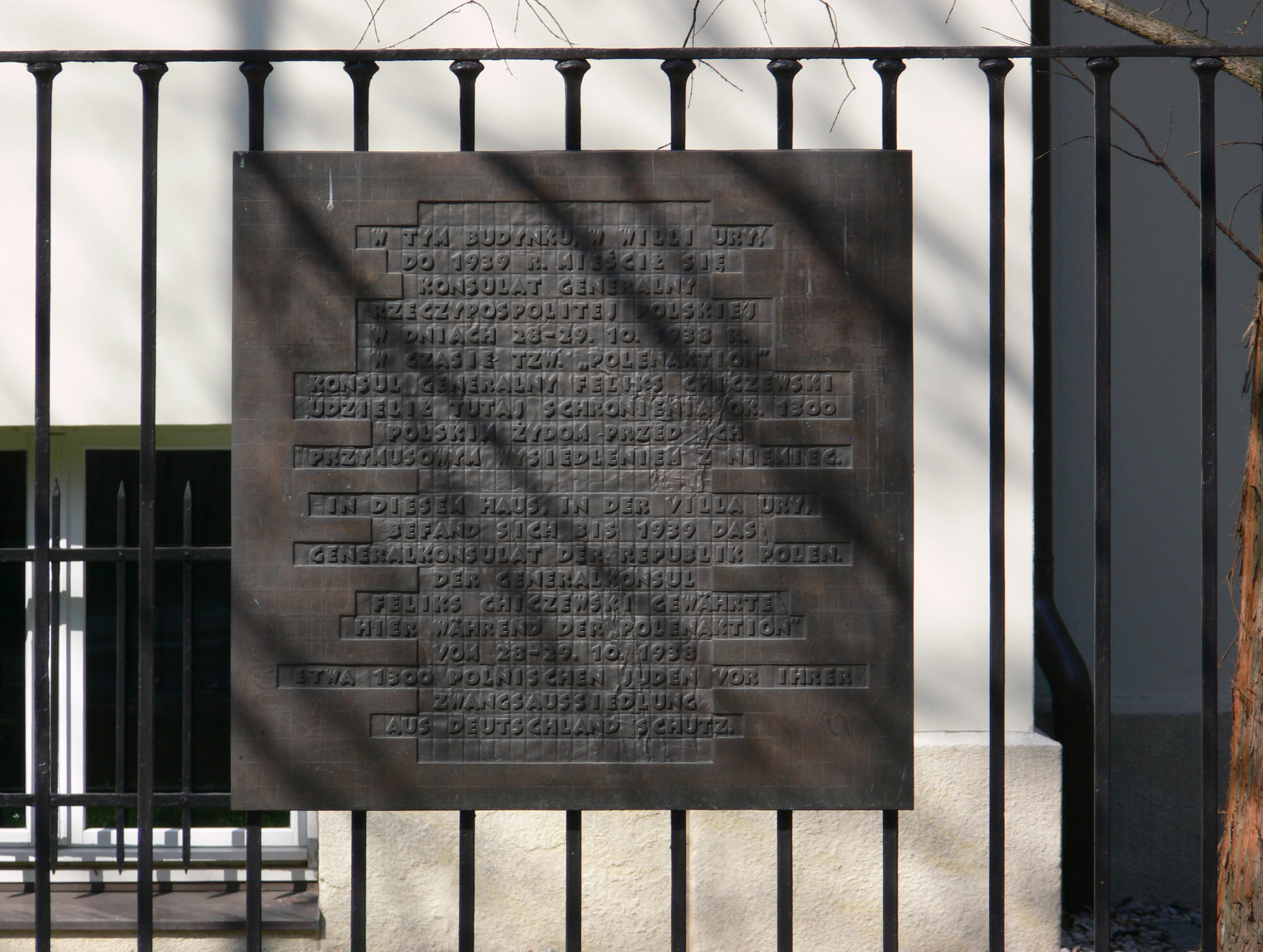
Targa commemorativa presso l'ex consolato polacco a Lipsia, dove nel 1938 trovarono rifugio 1.300 ebrei polacchi.

Arrestati, migliaia di ebrei furono privati di qualsiasi proprietà personale e del denaro e caricati sui treni per essere portati al confine tra Germania e Polonia. Le autorità di frontiera polacche furono inizialmente sopraffatte dall'inaspettato afflusso di persone e durante il primo giorno di espulsioni permisero a migliaia di persone di entrare in Polonia. Ma il governo polacco rispose ben presto chiudendo il confine e impedendo qualunque altro accesso. 1.300 ebrei polacchi riuscirono a trovare rifugio nel consolato polacco di Lipsia, diretto dal console generale Feliks Chiczewski.
Al 30 ottobre, migliaia di ebrei sfollati risultavano ammassati nella terra di nessuno lungo il confine. Gli storici stimano che tra i 4.000 e i 6.000 furono spostati nelle città meridionali di Bytom (allora Beuthen) e Katowice, 1.500 furono collocati vicino alla città settentrionale di Chojnice e 8.000 inviati a Zbąszyń, città in cui fu allestito un grande campo profughi nel tentativo di dare rifugio ai deportati. Per mesi i profughi di Zbąszyń dormirono in baracche mal costruite con pochissime provviste. La gravità delle condizioni all'interno del campo fu testimoniata dallo storico polacco Emanuel Ringelblum che descrisse la disperazione dei rifugiati in una lettera a un collega:
A seguito della Polenaktion dell'ottobre 1938, la maggior parte dei 17.000 ebrei espulsi rimase nei campi profughi al confine per quasi un anno. Fu solo poco prima dell'invasione tedesca della Polonia nel 1939 che i profughi ottennero l'accesso in Polonia.

## Risposta di Herschel Grynszpan

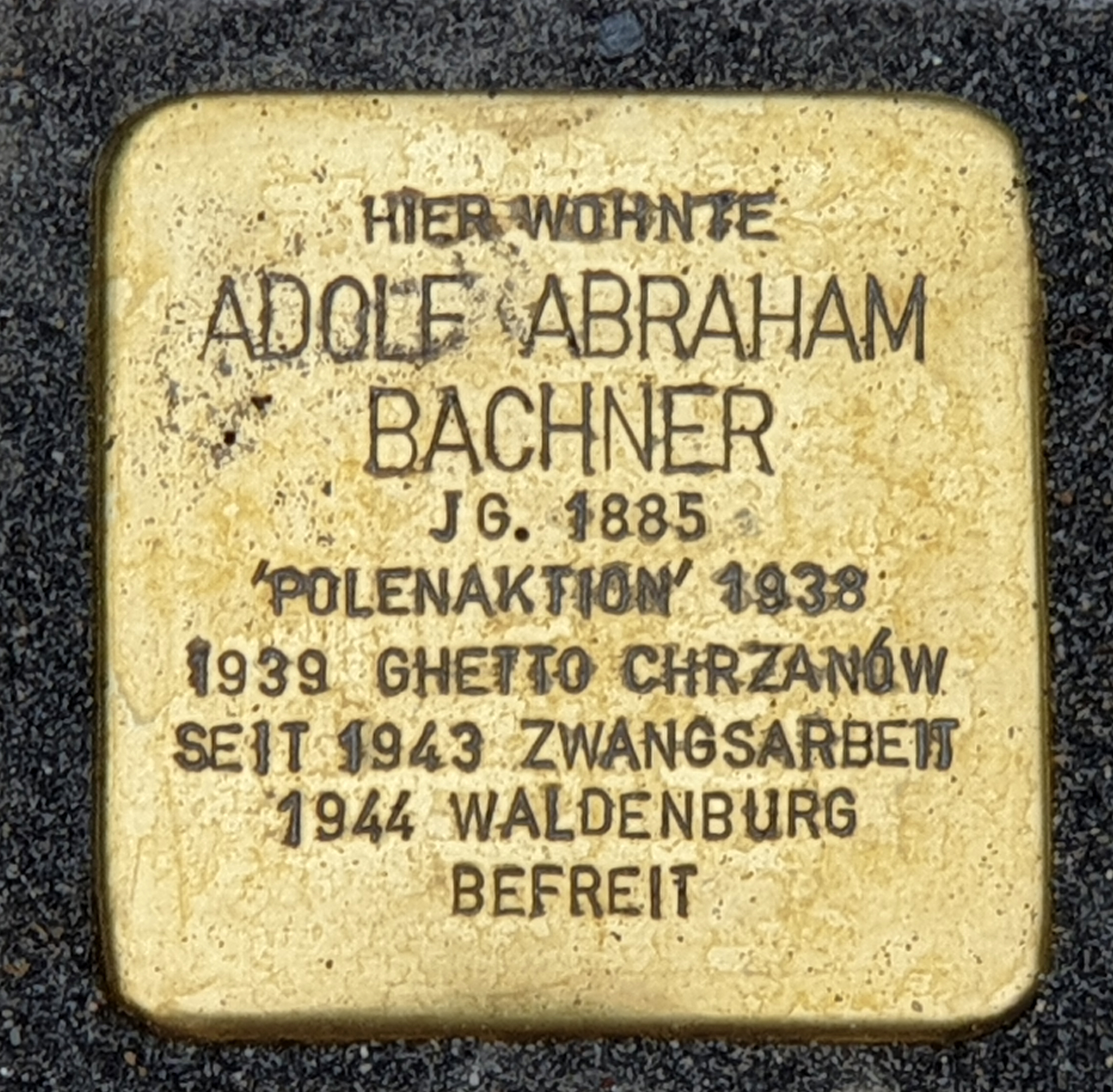
Stolperstein di Adolf Abraham Bachner, sopravvissuto alla Polenaktion.

Tra i deportati del 27 ottobre ad Hannover c'era la famiglia di Sendel Grynszpan. Grynszpan raccontò la sequenza dei fatti: la polizia arrivò giovedì 27 ottobre, chiedendo loro di recarsi al distretto più vicino muniti di passaporti polacchi. Quando arrivarono sul posto, centinaia di persone stavano aspettando ulteriori istruzioni. La polizia disse alla folla di firmare i documenti e di presentare i passaporti. Dopo averlo fatto, le persone furono caricate sui furgoni della polizia, portate in una stazione ferroviaria e costrette a salire sui vagoni. Sabato 29 ottobre i Grynszpan arrivarono a Zbąszyń, confusi e spaventati.
Il 31 ottobre la figlia di Sendel, Berta, inviò da Zbąszyń a suo fratello Herschel Grynszpan a Parigi una cartolina postale, che descriveva in dettaglio la crudeltà e la tragedia del trasferimento forzato. Inorridito e angosciato dalla difficile situazione della sua famiglia e delle migliaia di altri ebrei polacchi, Grynszpan decise di vendicarsi: acquistò una pistola, il 7 novembre si recò all'ambasciata tedesca a Parigi e sparò uccidendo il primo segretario del Reich, Ernst vom Rath.
L'assassinio di vom Rath colse di sorpresa il regime nazista. Con il pretesto dell'assassinio, 9 e 10 novembre le attività commerciali e le sinagoghe ebraiche vennero distrutte, bruciate e saccheggiate in tutto il Reich. Questo evento, spesso indicato come Kristallnacht, è considerato dagli storici un momento chiave nella definizione dell'Olocausto.

### Approfondimenti
- Noam Corb, From Tears Come Rivers, from Rivers Come Oceans, from Oceans -a Flood, Yad Vashem Studies, 2020.